# Hogarth Shakespeare
Hogarth Shakespeare is een project van Hogarth Press waarbij befaamde werken van William Shakespeare in een meer moderne versie worden verteld aan een modern publiek. Hogarth geeft daartoe een schrijfopdracht aan bekende auteurs die de stukken kunnen selecteren en herdenken.
Gepubliceerde werken (stand mei 2018):
- The Gap of Time door Jeanette Winterson (naar The Winter's Tale).
- Shylock is my name door Howard Jacobson (naar The Merchant of Venice)
- Vinegar Girl door Anne Tyler (naar The Taming of the Shrew)
- Hag-Seed door Margaret Atwood (naar The Tempest)
- Macbeth door Jo Nesbø (naar Macbeth)
- Dunbar door Edward St Aubyn (naar King Lear)
- New Boy door Tracy Chevalier (naar Othello)